# Jedek
Le jedek est une langue découverte en 2017 et parlée par environ 280 locuteurs au nord de la péninsule malaise,. Elle a été découverte par l'université de Lund en effectuant des recherches sur une des langues asliennes, le jahai, que les locuteurs présumés de celle-ci ne comprenaient pas. Cette langue est donc parlée par des Semang (aborigènes) et non des Malais. Cette langue ne contient aucun mot pour désigner les notions d'achat, de vente ou de vol mais plusieurs permettent de décrire différentes sortes d'échange,.
Les locuteurs du jedek font donc partie d’une communauté de chasseurs-cueilleurs qui vivaient auparavant le long de la rivière Pergau mais qui ont été déplacés dans le nord de la Malaisie, dans la région de Sungai Rual, près de Jeli au Kelantan.
Ces locuteurs sont par ailleurs souvent multilingues, généralement capables de parler jahai, et cohabitent et se marient et avec des locuteurs Jahai.